# サイード・アル＝オワイラン
サイード・アル＝オワイラン（سعيد العويران、Saeed Al-Owairan、1967年8月19日 - ）は、サウジアラビア出身の元同国代表サッカー選手。現役時代のポジションはフォワード、攻撃的MF。

## 来歴
「砂漠のマラドーナ」と呼ばれ、1994 FIFAワールドカップでは、サウジアラビア初の決勝トーナメント進出に貢献。同大会のグループリーグのベルギー戦では、自陣からゴールまでの約60メートルの距離を1人で駆け上がり、最終的に5人をかわしてゴールを決めるという、1986 FIFAワールドカップでのディエゴ・マラドーナの5人抜きゴールに匹敵するプレーを見せた。だが、選手としては1994年の同大会がピークで、その後は下降線をたどった。とりわけキャリア失墜の決定打となったのが後述の戒律違反で、オワイランは2年余の間出場停止処分を受けてしまい、1996年のアジアカップ（同国が優勝）、翌年のフランス・ワールドカップ予選の出場も禁じられた。翌年の本大会には出場を果たしたものの、同国のスターの座は既にサーミー・アル＝ジャービルに譲っており、往年のプレーは既に失われていた。

## 戒律違反
サウジアラビアはイスラム教の中でも最も厳格とされるワッハーブ派を国教としており、オワイランは禁じられている飲酒、愛人スキャンダルの戒律違反を犯した。

## 代表歴

### 出場大会
- サウジアラビア代表
  - 1994 FIFAワールドカップ
  - 1998 FIFAワールドカップ

### 試合数
- 国際Aマッチ 76試合 25得点（1992年-1998年）[1]

| サウジアラビア代表 | 国際Aマッチ | 国際Aマッチ |
| 年                 | 出場        | 得点        |
| ------------------ | ----------- | ----------- |
| 1992               | 14          | 5           |
| 1993               | 19          | 11          |
| 1994               | 22          | 7           |
| 1995               | 7           | 1           |
| 1996               | 0           | 0           |
| 1997               | 4           | 0           |
| 1998               | 10          | 1           |
| 通算               | 76          | 25          |